# El holandés errante (leyenda)

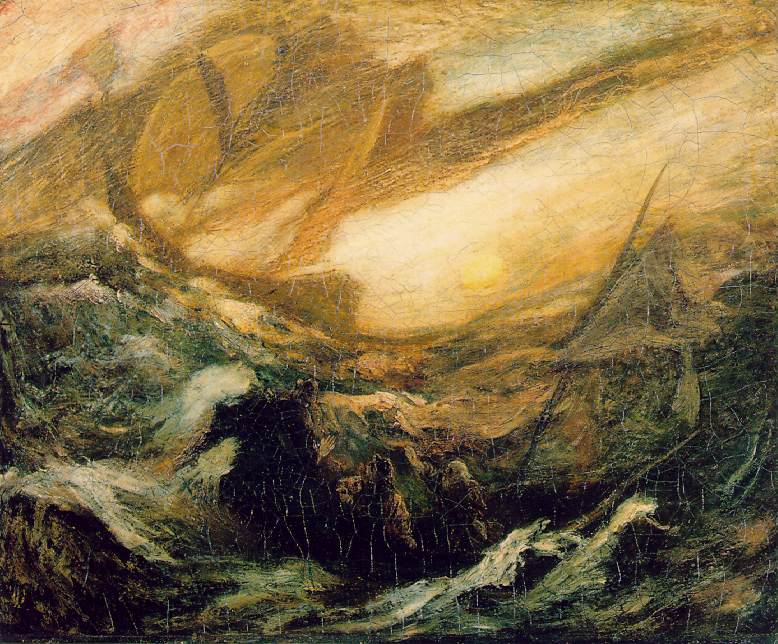
The Flying Dutchman por Albert Pinkham Ryder.

El holandés errante, también conocido como el holandés volador (en neerlandés: De Vliegende Hollander y en inglés: The Flying Dutchman), es un mítico barco fantasma que forma parte de una leyenda ampliamente conocida a nivel mundial.
La tradición cuenta que se trata de un navío incapaz de regresar a puerto, condenado a navegar eternamente por los océanos. Se dice que el barco aparece siempre en la lejanía, a menudo envuelto en un resplandor sobrenatural. Según la leyenda, cualquier embarcación que lo salude compartirá su destino, quedando igualmente atrapada en un eterno deambular por los mares.

## Origen de la leyenda

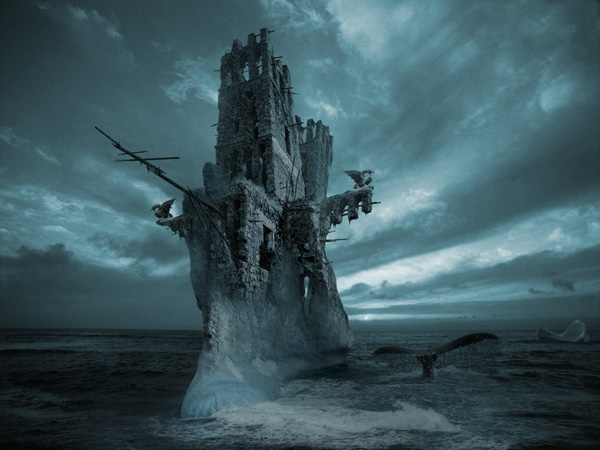
Representación de El holandés errante.

Las versiones de la leyenda son innumerables, pero la original comenzó con el capitán de un barco holandés, un capitán burgués de Holanda llamado Willem van der Decken, quien hizo un pacto con el diablo para poder surcar siempre los mares sin importar los retos naturales que pusiera Dios en su travesía. Pero Dios, omnisciente, se entera de esto y en castigo lo condena a navegar eternamente sin rumbo y sin tocar tierra, por lo que recibe el nombre de «Holandés errante». 
De acuerdo con ciertas fuentes, el capitán holandés Bernard Fokke (del siglo XVII) sirvió de modelo para el comandante del buque fantasma. Fokke fue célebre por la extraña velocidad de crucero que alcanzaba en las travesías entre Holanda y Java, por lo que se sospechaba que había firmado un trato con el demonio. En algunas versiones holandesas del mito, el capitán recibe el nombre de Falkenburg.
Marryat, en su versión, le da el nombre de van der Decken (que significa «en cubierta»), y recibe el de Ramhout van Dam en la versión de Washington Irving. Unos y otros no se ponen de acuerdo a la hora de llamar «holandés errante» al barco o al capitán.
Asimismo se dice que este juró, de cara a una tormenta, que no daría marcha atrás hasta doblar el cabo de Buena Esperanza, aunque le tomase hasta el día del Juicio Final hacerlo. Se ha hablado también de un horrible crimen cometido a bordo del barco e incluso de una terrible epidemia que infectó a la tripulación, a la que por ese motivo no se permitió desembarcar en ningún puerto, siendo condenados desde entonces —barco y marineros— a navegar eternamente, sin posibilidad de pisar tierra. En cuanto a las fechas en que ocurriría, se ha hablado de 1641 y de 1680.
A menudo se han señalado las similitudes y concordancias entre las leyendas del holandés errante y el judío errante.

## En la cultura

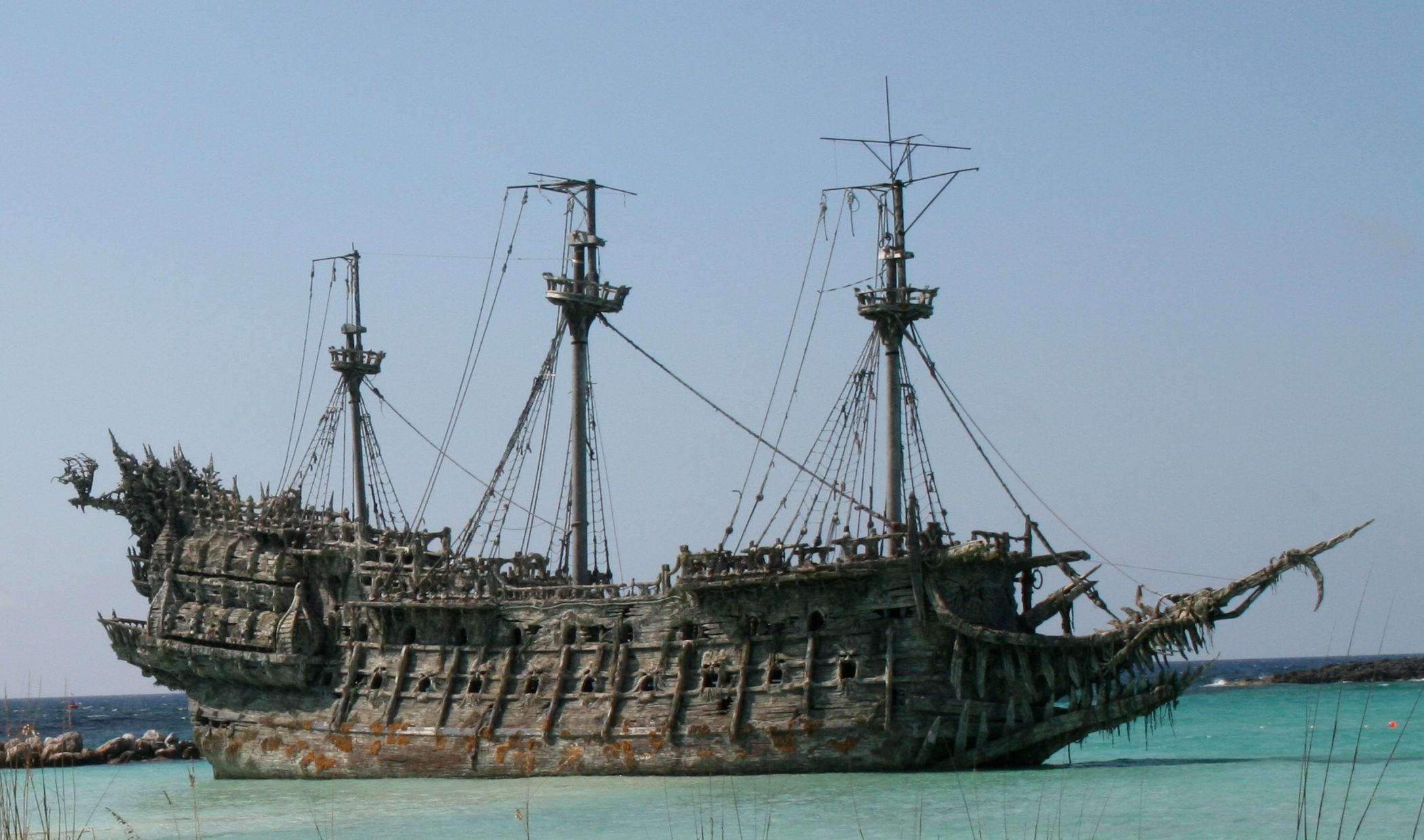
Representación de El holandés errante en la saga de Piratas del Caribe.

La leyenda es retomada en la obra de teatro The Flying Dutchman (1826), del dramaturgo inglés Edward Fitzball, y en la novela The Phantom Ship ("El buque fantasma", 1837) de Frederick Marryat, más tarde adaptada al neerlandés como Het Vliegend Schip («El buque volador») por el clérigo de esa nacionalidad A.H.C. Römer. Otras versiones aluden a la ópera El holandés errante, de Richard Wagner (1841) y a The Flying Dutchman on Tappan Sea de Washington Irving (1855).
En la obra de Fitzball, al capitán se le permitía bajar a tierra una vez cada varios cientos de años para tratar de hallar una mujer con la que compartir su maldición. En la ópera de Wagner, cada siete años.
La banda española Tierra Santa compuso una canción inspirada en esta leyenda, llamada precisamente "La Leyenda del Holandés Errante".

## Obras relacionadas

### Literatura
- Novela: La narración de Arthur Gordon Pym (The Narrative of Arthur Gordon Pym of Nantucket) (1838). De Edgar Allan Poe.
- Novela The Phantom Ship (1839) del capitán Marryat.
- Novela The Death Ship (1888) de William Clark Russell.
- Novela The Homeward Bounders, de Diana Wynne Jones.
- Novela Flying Dutch de Tom Holt, parodia de la ópera de Wagner.
- En la novela La Larga Marcha de Stephen King, a Olson, uno de los personajes principales, lo apodan "El Holandés Errante".
- En la novela El príncipe de la niebla (1993) de Carlos Ruiz Zafón se hace una pequeña mención en uno de los capítulos.
- Novela gráfica Uncle Scrooge: The Flying Dutchman de Carl Barks, protagonizada por Scrooge McDuck y el Pato Donald.[1]
- En los números 8 y 9 del cómic Silver Surfer (1969) el Holandés Errante es convocado por Mefisto para ayudarle a obtener el alma de Silver Surfer, a cambio de dejar de ser un espectro.
- Las novelas Castaways of the Flying Dutchman (2001), The Angel's Command (2003), y Voyage of Slaves (2006), de Brian Jacques.
- El manuscrito de Neopatria (2002), de Jordi Cantavella.
- La luna colorada (1984), de Hernán del Solar.
- El misterio del Holandés Errante (2008), novela de Franco Vaccarini.
- En el manga One Piece, Flying Dutchman es un barco pirata que navega en el fondo del océano.

### Música
- Ópera El holandés errante de Richard Wagner, 1843.
- Canción de Jethro Tull en su álbum Stormwatch.
- Canción de The Band (Rockin’ Chair).
- Canción del grupo alemán Von Thronstahl.
- El concierto de Kerkrade ofrecido por André Rieu en 2004 es conocido también como "The Flying Dutchman".
- Canción Vanderdecker (Holandés Errante) en el disco Inevitable (2007) del roquero venezolano Paul Gillman.
- Canción Caleuche (the flying dutchman) en el disco The Secrets Of An Island (2003) del grupo chileno de metal Six Magics.
- Canción The flying dutchman en el disco Yellowstone and Voice (1972) del grupo del mismo nombre, Yellowstone and Voice.
- Canción  La Leyenda del Holandés Errante  de Tierra Santa incluida en su disco Caminos de Fuego (2010)
- El disco del grupo neerlandés de black metal sinfónico Carach Angren "Death Came Through A Phantom Ship" (2010)
- Mención en canción Perfect man de Rufus Wainwright (2012)
- El grupo de metal industrial Rammstein escribió la canción Proklyat'e morey inspirado en esta leyenda.[cita requerida]
- Canción Proklyat'e morey en el disco del mismo nombre, Proklyat'e morey (2018) del grupo de heavy metal Aria.
- Xandria, un grupo de metal sinfónico, escribió el tema «Voyage of the fallen» en su EP Fire and ashes inspirado en esta leyenda.
- El grupo de rock céltico español Mägo de Oz en su disco bandera negra se inspiraron en la leyenda del Holandés Errante para la creación de su canción Bandera Negra

### Cine
- De Vliegende Hollander (El Holandés Errante) dirigida por Jos Stelling, 1995.
- Pandora and the Flying Dutchman protagonizada por Ava Gardner y James Mason, 1951.
- En la película Spider-Man, Flying Dutchman es el luchador que se enfrenta a Bone Saw antes que el protagonista Peter Parker.
- En la película Pirates of the Caribbean: Dead Man's Chest, y en Piratas del Caribe: en el fin del mundo el Holandés Errante es un barco capitaneado por Davy Jones quien se encarga de recoger a personas a punto de morir y los convierte en esclavos.
- En la película Master and Commander: The Far Side of the World, uno de los tripulantes menciona al Holandés Errante.

### Televisión
- En Los Simpson, el restaurante del Capitán McCallister es llamado "The Frying Dutchman" ("El holandés frito" en españa), en referencia a la leyenda.
- En Xena: la princesa guerrera, el personaje Cecrops es sacado directamente de la leyenda del Holandés Errante, siendo un marinero maldito condenado a vagar eternamente por los océanos.
- En Bob Esponja, un fantasma llamado El Holandés Errante (a veces Holandés Volante o Volador en el doblaje) aparece frecuentemente como un antagonista. Aunque inspirado en el barco, es un personaje creado exclusivamente para la serie y con una historia original: al fallecer, usaron su cuerpo como decoración en una vitrina, y ahora vaga por los siete mares como un espíritu inquieto porque nunca recibió un descanso adecuado. Aun así el barco también aparece, como el transporte del capitán, representado con el mismo color que el.